# Eleições legislativas de Myanmar de 2015
As eleições gerais de Myanmar foram realizadas em 8 de novembro de 2015. A votação ocorreu em todos os círculos eleitorais, excluindo os lugares nomeados pelos militares, para selecionar os membros da câmara alta e câmara baixa da Assembleia da União.
Esta é a primeira eleição livre realizada no país desde 1990. Os resultados oficiais, publicados em 13 de novembro, apontaram maioria absoluta de assentos em ambas as câmaras do parlamento nacional pela Liga Nacional pela Democracia, o suficiente para garantir que seu candidato torne-se presidente. Apesar de ser líder da LND, Aung San Suu Kyi é constitucionalmente impedida de exercer a presidência (visto que possui parentes estrangeiros), mas deve manter o poder de facto em qualquer governo liderado pela LND.